# Gare de Saint-André (Nord)
Pour les articles homonymes, voir Gare de Saint-André.
La gare de Saint-André (Nord) est une gare ferroviaire française de la ligne de Lille aux Fontinettes, située sur le territoire de la commune de Saint-André-lez-Lille, dans le département du Nord, en région Hauts-de-France.
C'est une gare de la Société nationale des chemins de fer français (SNCF), desservie par des trains TER Hauts-de-France.

## Situation ferroviaire
Établie à 20 mètres d'altitude, la gare de Saint-André (Nord) est située au point kilométrique (PK) 7,702 de la ligne de Lille aux Fontinettes, entre les gares ouvertes de La Madeleine (Nord) et de Pérenchies.

## Service des voyageurs

### Accueil
Gare SNCF, elle dispose d'un bâtiment voyageurs, avec guichet, ouvert du lundi au samedi et fermé les dimanches et jours fériés.
Un souterrain permet la traversée des voies et le passage d'un quai à l'autre.

### Desserte
Saint-André (Nord) est desservie par des trains TER Hauts-de-France qui effectuent des missions entre les gares de Lille-Flandres et d'Hazebrouck.

### Intermodalité

#### Bus
La gare est desservie par les lignes L1, L90, 50 et Corolle 3 du réseau Ilévia.

#### Vélos
Une station V'Lille disposant de 15 places est située au croisement des rues Bailly et Gambetta. De plus, trois arceaux non surveillés pouvant accueillir six vélos ont été installés par la commune de Saint-André-lez-Lille face à l'entrée de la gare.

#### Voiture
Un parking gratuit est situé sur la place de la gare.